# Alchemilla scheuchzeri
Alchemilla scheuchzeri é uma espécie de rosácea do gênero Alchemilla, pertencente à família Rosaceae.